# Stazione di Valladolid-Campo Grande
La stazione di Valladolid-Campo Grande (in spagnolo Estación de Valladolid-Campo Grande) è un'importante stazione ferroviaria di Valladolid, Spagna.